# Alan Smith (évêque)
Pour les articles homonymes, voir Alan Smith (homonymie).
Alan Gregory Clayton Smith, né le 14 février 1957, est un ecclésiastique anglican britannique. Il est évêque de la région de Shrewsbury de 2001 à 2009 et évêque de St Albans depuis 2009.

## Jeunesse

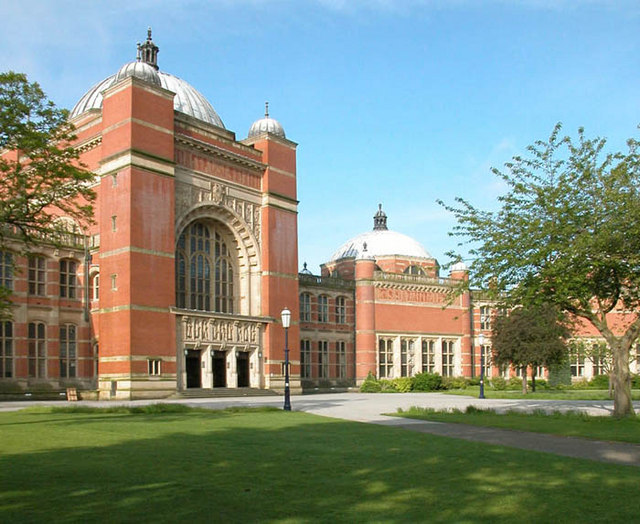
Université de Birmingham

Smith est né le 14 février 1957  de Frank Eric Smith et Rosemary Clayton Smith. Sa famille est originaire de Trowbridge et Westbury, Wiltshire. Il fait ses études à la Trowbridge Grammar School for Boys.
Smith étudie la théologie à l'Université de Birmingham et obtient un baccalauréat ès arts (BA) et une maîtrise ès arts (MA) . Son mémoire de maîtrise s'intitule « L'art poétique des prophètes hébreux ». Il entreprend un  troisième cycle à l'Université de Bangor, et obtient un doctorat en philosophie (PhD) ,. Il se forme à la prêtrise à Wycliffe Hall, Oxford .

## Ministère ordonné
Après l'ordination en tant que diacre à Petertide 1981 (le 28 juin dans la Cathédrale de Bradford) et en tant que prêtre la suite de Petertide (27 juin 1982 à Christ Church, Skipton) - les deux fois par Geoffrey Paul, évêque de Bradford, il commence sa carrière comme vicaire adjoint à St Lawrence et St Paul Pudsey . En 1982, il est ordonné prêtre à Christ Church, Skipton. En 1984, il prend le poste d'aumônier de la communauté Lee Abbey près de Lynton dans le nord du Devon, où il a la responsabilité particulière de la mission et des arts créatifs. En 1989, il est nommé missionnaire diocésain et secrétaire exécutif du conseil pour la mission et l'unité du diocèse de Lichfield  et enfin en 1997 (avant son ordination en tant qu'évêque), archidiacre de Stoke. Alors qu'il est archidiacre, il préside les North Staffordshire Faiths in Friendship. Il est membre du Synode général de l'Église d'Angleterre à partir de 1999.
Il est consacré évêque par George Carey, archevêque de Cantorbéry à l'abbaye de Westminster  le 6 décembre 2001  devenant évêque de Shrewsbury (l'un des suffragants dans le diocèse de Lichfield). Il est président du Shropshire Strategic Partnership de 2006 à 2009 et membre du panel des évêques ruraux de 2006 à 2009. En 2002, il termine son doctorat en tant qu'étudiant externe de l'Université du Pays de Galles (Bangor).
Son élection comme évêque de St Albans par le Collège des chanoines de la cathédrale a lieu le 13 février 2009, et la confirmation de son élection le 31 mars .
De 2009 à 2011, il est coprésident du Groupe de travail méthodiste anglican sur l'ecclésiologie des expressions émergentes de l'Église qui produit le rapport Fresh Expression in the Mission of the Church (2012). Pour le centenaire du nouveau diocèse de St Albans en 2014, il écrit Saints and Pilgrims in the Diocese of St Albans (2013).
Le 4 novembre 2013, il prend son siège à la Chambre des lords en tant que Lords Spiritual. Il s'exprime sur un large éventail de sujets au Parlement avec un accent particulier sur les questions rurales, l'agriculture, le logement, l'aide sociale et le jeu problématique. Il est président de la Coalition rurale.
En 2010, Smith reçoit un doctorat honorifique en théologie (DD) de l'université de Birmingham .